# رود دره
رود دره یا رودره روستایی در دهستان عربخانه بخش شوسف شهرستان نهبندان استان خراسان جنوبی ایران است.
این روستا در فاصله‌ای ۲۵ کیلومتری از مرکز دهستان که روستای دهک است، قرار گرفته‌است و با مرکز بخش شوسف فاصله‌ای حدوداً ۹۵ کیلومتری دارد.
فاصلهٔ این روستا تا مرکز استان، ۱۰۰ کیلومتر از مسیر مود و ۱۳۰ کیلومتر از مسیر خوسف است.

## جمعیت
بر پایه سرشماری عمومی نفوس و مسکن در سال ۱۳۹۵ جمعیت این روستا ۴۲ نفر (۱۳خانوار) بوده‌است.